# Premier Jour (Torchwood)
Pour les articles homonymes, voir Day One (homonymie) et Le Premier Jour.
Premier Jour (Day One) est le deuxième épisode de la série britannique de science fiction Torchwood et qui fut initialement diffusé à la suite du pilote.

## Synopsis
Le premier jour de Gwen voit la vie nocturne de Cardiff dérangée par un alien qui s'introduit dans la bouche d'une jeune fille, Carys, afin d'avoir des rapports sexuels avec des hommes, les transformant en tas de cendre. 

## Distribution
- John Barrowman : Capitaine Jack Harkness
- Eve Myles : Gwen Cooper
- Burn Gorman : Dr Owen Harper
- Naoko Mori : Toshiko Sato
- Gareth David-Lloyd : Ianto Jones
- Kai Owen : Rhys Williams
- Tom Price : Andy Davidson
- Sara Lloyd-Gregory : Carys

## Liens avec l'univers deDoctor Who
- On voit Jack Harkness utiliser un tournevis sonique émettant une lumière verte afin d'analyser une carte du ciel.
- Le fait que Jack puisse réanimer les morts avec son baiser est une conséquence du souffle utilisé par Rose dans À la croisée des chemins.
- Une image de l'institut Torchwood tel qu'on peut le voir à la fin de l'épisode Un Loup-Garou royal est visible dans le fond des locaux de Torchwood.
- On peut reconnaître le thème principal du Docteur de la saison 1 à 4 lorsque Jack se jette et s'occupe de la main du Docteur quand son bocal a été brisé.

## Continuité
- Jack semble tenir à la main du Docteur conservée dans un bocal.
- On revoit le Weevil capturé dans l'épisode précédent.
- Deuxième alien vu dans la série, cet extraterrestre gazeux a été nommé "Monstre sexuel" par les créateurs ou "Monstre sexuel mangeur d'orgasme".

## Production
- Faux raccord : Gwen reçoit un message d'alerte de Torchwood depuis un mobile Nokia qui se transforme plus tard en Motorola.
- On entend les morceaux Saturday Night par Kaiser Chiefs (lorsque Gwen joue au bowling) et Ooh La La par Goldfrapp (lorsque Carys arpente les rues après avoir échappé à Torchwood)
- Une scène coupée au montage, et disponible sur le DVD montrait Carys revoyant le premier garçon qui l'a embrassé afin d'avoir un rapport sexuel avec lui.